# Die Linke Bayern
Die Linke Bayern ist der Landesverband der deutschen Partei Die Linke im Freistaat Bayern.

## Geschichte
Die Partei Die Linke entstand am 16. Juni 2007 durch die Verschmelzung der Parteien WASG (Arbeit & soziale Gerechtigkeit – Die Wahlalternative) und der Linkspartei.PDS, nachdem diese bereits bei der Bundestagswahl 2005 unter dem Namen Die Linkspartei.PDS bundesweit kooperiert hatten und auch in Bayern mit einer gemeinsamen Liste angetreten waren. Das Zusammengehen wäre aber beinahe sogar auf Bundesebene daran gescheitert, dass PDS-interne Kritiker des Bündnisses bei der Listenaufstellung absprachenwidrig zwei für Platz drei und vier gesetzte Kandidaten der WASG durchfallen ließen und stattdessen mit Kornelia Möller und Markus Bansemir lieber Bewerber aus den eigenen Reihen nominierten. Der zu den Fusionskritikern zählende Landeswahlkampfmanager Sepp Obermeier griff später nicht nur den auf Platz 1 gesetzten WASG-Bundessprecher Klaus Ernst an, sondern hätte beinahe auch noch die Fusion dadurch zum Scheitern gebracht, dass er absprachewidrig aus „Versehen“ die Landesliste mit dem von der WASG kategorisch abgelehnten Zusatz „PDS“ bei der Wahlbehörde anmeldete und musste daher als Wahlkampfmanager abtreten. Am 15. September 2007 wurde dann doch der Landesverband Bayern in Zirndorf bei Nürnberg als Verschmelzung der beiden bayerischen Landesverbände der WASG und der Linkspartei.PDS gegründet.
In Bayern wurde die Linke – anders als in der Mehrzahl der Bundesländer und im Bund – vom Verfassungsschutz beobachtet. Laut der Antwort auf eine schriftliche Anfrage an die Staatsregierung von 2019 wird die Linke inzwischen nicht mehr in ihrer Gesamtheit vom Verfassungsschutz beobachtet. Beobachtet werden allerdings weiterhin sogenannte „offen extremistischen Strukturen“, wozu der Verfassungsschutz die Kommunistische Plattform, die Antikapitalistische Linke, die Jugendorganisation Linksjugend solid, den Studierendenverband Die Linke.SDS und Cuba Sí zählt. Im bayerischen Verfassungsschutzbericht 2016 wurde die Zahl der Mitglieder dieser Strukturen durch das Landesamt auf 900 geschätzt.

## Landtags- und Bezirkswahlen
Der Landesverband trat zum ersten Mal bei der Landtagswahl 2008 in Bayern an und erreichte dort ein Ergebnis von 4,4 %. In der Wahl zu den Bezirkstagen konnten insgesamt fünf Mandate erreicht werden.
Bei der Landtagswahl in Bayern 2013 verpasste der Landesverband Bayern der Partei die Linke mit einem Ergebnis von 2,2 % den Einzug in den bayerischen Landtag. Bei der zeitgleich stattfindenden Bezirkstagswahl hingegen konnten fünf der 195 vergebenen Mandate gewonnen werden.
Auch bei der Landtagswahl in Bayern 2018 scheiterte der Landesverband mit 3,2 % an der Fünf-Prozent-Hürde, konnte aber das Wahlergebnis im Vergleich zur letzten Wahl leicht verbessern. Bei den Bezirkstagswahlen gelang eine Verdopplung der Mandate, von 5 auf 10. Die Partei ist erstmals in allen sieben Bezirkstagen vertreten.
Bei der Landtagswahl in Bayern 2023 verpasste der Landesverband Bayern der Partei die Linke mit einem Ergebnis von 1,5 % erneut den Einzug in den bayerischen Landtag. Bei der zeitgleich stattfindenden Bezirkstagswahl konnten drei der 228 vergebenen Mandate gewonnen werden. 

## Europa-, Bundestags- und Kommunalwahlen

### Europaparlament
Der bayerische Landesverband der Partei war mit Thomas Händel bis 2019 im Europaparlament vertreten. Händel gehörte der Fraktion der Vereinten Europäischen Linken/Nordische Grüne an und war Vorsitzender des Ausschusses für Beschäftigung und Soziales (EMPL).

### Bundestagswahlen
Bei der Bundestagswahl 2009 zogen über die Landesliste mit Klaus Ernst, Nicole Gohlke, Eva Bulling-Schröter, Harald Weinberg, Kornelia Möller und Alexander Süßmair sechs Abgeordnete für den Landesverband in den Bundestag ein.
Bei der Bundestagswahl 2013 verloren Möller und Süßmair ihre Mandate, die anderen vier schafften den Wiedereinzug.
Bei der Bundestagswahl 2017 gewann der Landesverband sieben Bundestagsmandate. Es vertraten damit Klaus Ernst, Nicole Gohlke, Susanne Ferschl, Harald Weinberg, Simone Barrientos, Andreas Wagner und Eva-Maria Schreiber den Landesverband im Bundestag.
Bei der Bundestagswahl 2021 gewann der Landesverband vier Bundestagsmandate. Es vertraten damit Nicole Gohlke, Klaus Ernst, Susanne Ferschl und Ates Gürpinar den Landesverband im Bundestag. Klaus Ernst verließ jedoch 2023 die Linke und trat zum Bündnis Sahra Wagenknecht über.
Bei der Bundestagswahl 2025 gewann der Landesverband sieben Bundestagsmandate. Es vertreten damit Ates Gürpinar, Nicole Gohlke, Sarah Vollath, Luke Hoß, Evelyn Schötz, Aaron Valent und Agnes Conrad den Landesverband im Bundestag.

### Kommunale Mandate
Bei den bayerischen Kommunalwahlen am 16. März 2014 erreichte Die Linke in den Landkreisen und kreisfreien Städten 21 von rund 5500 vergebenen Kreistags- und Stadtratsmandaten. In Ingolstadt wechselten beide Stadträte der Linken 2015 zur Bürgergemeinschaft Ingolstadt. In Augsburg trat der ehemalige Bundestagsabgeordnete Alexander Süßmair 2017 aus der Partei aus, blieb aber Mitglied des Stadtrats.
Bei den Kommunalwahlen am 15. März 2020 erreichte Die Linke in den Kreistagen und in den Stadträten der kreisfreien Städte insgesamt 70 Mandate.

## Landesvorstand
Auf dem Landesparteitag in Veitshöchheim am 15./16. Juni 2024 hat die Linke Bayern einen neuen Landesvorstand gewählt. Neue Landesvorsitzende sind Martin Bauhof und Kathrin Flach Gomez. Zum Schatzmeister wurde Titus Schüller gewählt. Sarah Vollath, Hilal Tavsancioglu und Lukas Eitel komplettieren den geschäftsführenden Landesvorstand. Oscar Friedenberger als jugendpolitischer Sprecher, sowie Heike Benz, Susanne Horn, Manuela Pertl, Angela Sterr, Dr. Theo Glauch, Wolfgang Schulz, Andreas Selz und Aaron Valent wurden in den erweiterten Landesvorstand gewählt. Der Landesvorstand umfasst damit 15 Mitglieder und ist auf zwei Jahre gewählt.
Auf dem Landesparteitag 2025 in Maxhütte-Haidhof am 15. März 2025 wurden Sarah Vollath zur Landessprecherin und Max Tetzner als Landesschatzmeister gewählt, da die bisherigen Amtsinhaber mit weiteren ihren Rücktritt erklärt hatten.